# Gunnar Hökmark

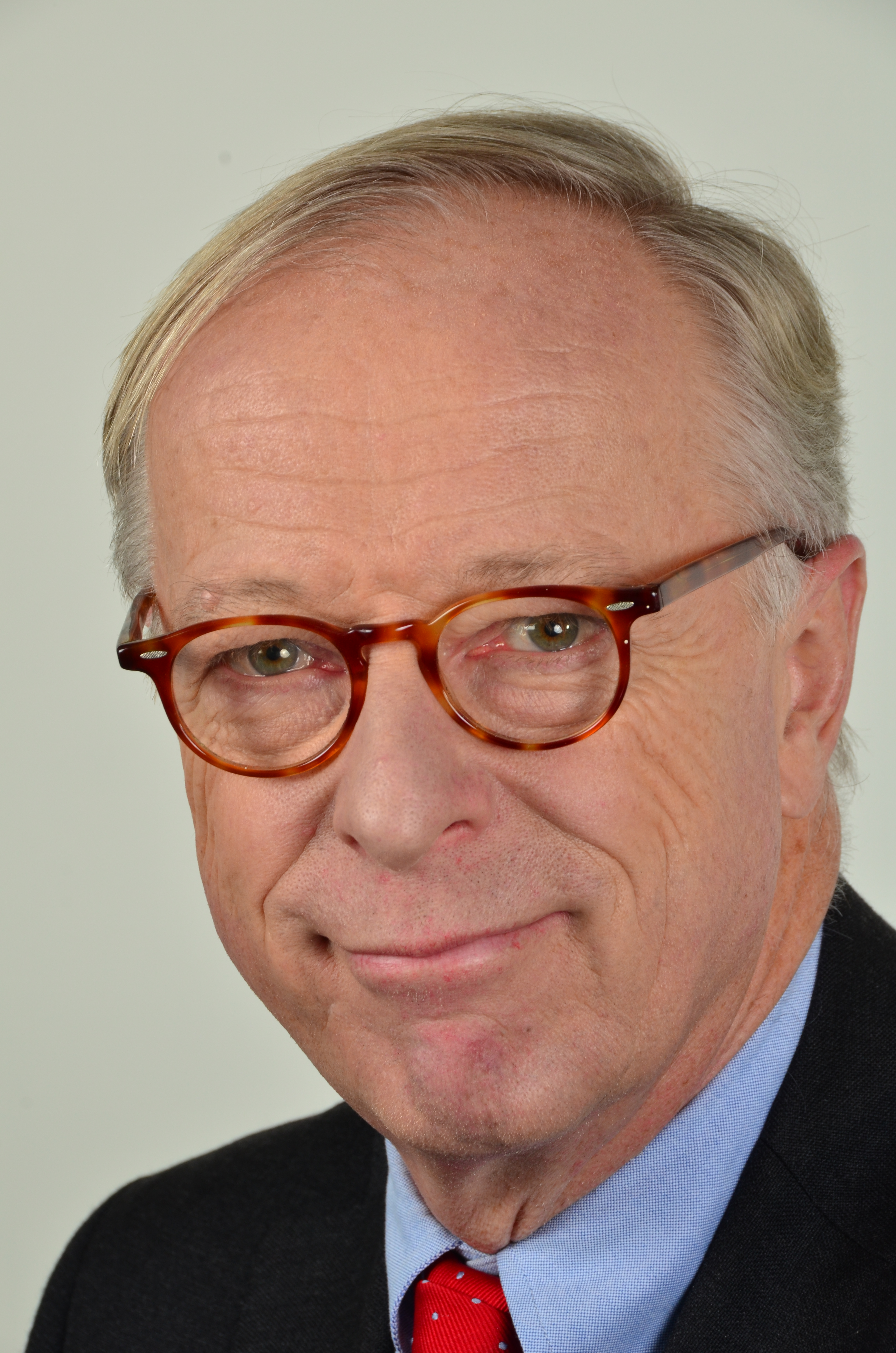
Hökmark, 2014

Gunnar Hökmark este un om politic suedez, membru al Parlamentului European în perioada 2004-2009 din partea Suediei.
1. 1 2 3  Hökmark, Anders Gunnar, Sveriges befolkning 2000[*]
2. ↑  Deputații în Parlamentul European
3. ↑  Riksdagens protokoll 2003/04:132 Lördagen den 19 juni, accesat în 30 iunie 2021
4. ↑  Riksdagens protokoll 2003/04:131 Fredagen den 18 juni, accesat în 30 iunie 2021